# Taubenturm (Learmonths Gardens)

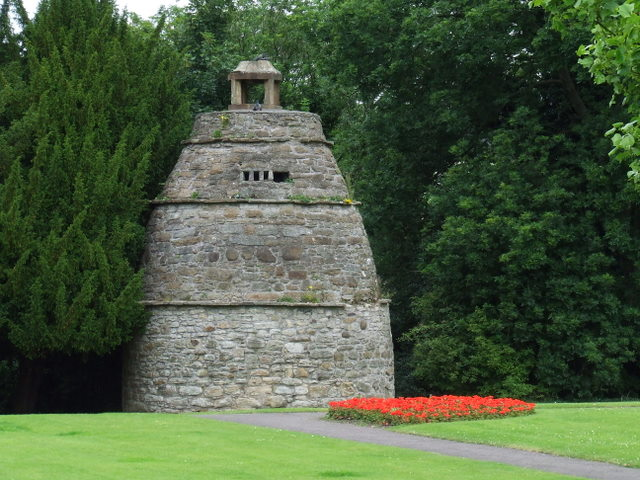
Taubenturm von Learmonths Gardens

Der Taubenturm von Learmonths Gardens ist ein Taubenturm in der schottischen Stadt Linlithgow in der Council Area West Lothian. 1971 wurde das Bauwerk in die schottischen Denkmallisten in der höchsten Denkmalkategorie A aufgenommen.
Baron Ross of Halkhead veranlasste den Bau im 16. Jahrhundert. Wahrscheinlich befand sich der Taubenturm auf seinen eigenen Ländereien, die heute teilweise von einem Gebäude der Bank of Scotland eingenommen werden. Im Jahre 1916 wurden die Gärten dem Burgh Linlithgow übergeben, welcher die Anlage in Gedenken an den örtlichen Provost Alexander Learmonth fortan als Learmonths Gardens bezeichnete.

## Beschreibung
Der Taubenturm steht in einer kleinen Gartenanlage im Osten von Linlithgow unweit des Bahnhofs. Südlich verläuft der Union Canal. Die vierstöckige Bienenkorbhütte ähnelt in ihrer Ausführung anderen Taubentürmen, zum Beispiel bei Nunraw Old Abbey, in Dirleton oder Prestonpans. Das 75 cm mächtige Mauerwerk des 3,2 m durchmessenden Gebäudes besteht aus Bruchstein vom Sandstein. Der nordwärts gerichtete Eingang ist 75 cm weit. Einflugöffnungen befinden sich im dritten Stockwerk. Das Gebäude schließt mit einem Flachdach mit aufsitzender Laterne. Im Inneren sind insgesamt 370 Nistplätze auf 18 Ebenen eingerichtet.